# سریر مریم مقدس اچمیادزین
سریر مریم مقدس اچمیادزین (به ارمنی: Մայր Աթոռ Սուրբ Էջմիածին)، که در ارمنی به‌طور ساده سریر مادر (به ارمنی: Մայր Աթոռ) شناخته می‌شود، بدنه اجرایی کلیسای ارمنی رسولی است. این نهاد در اطراف کلیسای اچمیادزین در واغارشاپات (اچمیادزین)، ارمنستان قرار دارد و محل استقرار کاتولیکوس ارمنیان، سرپرست کلیسا، می‌باشد.

## ساختار سازمانی سریر مادر
ساختار سازمانی سریر مریم مقدس اچمیادزین شامل نهادهای روحانی و اداری است که نمایانگر اقتدار کلیسای ارمنی هستند، به شرح زیر:

### شورای روحانی عالی
شورای روحانی عالی (به ارمنی: Գերագոյն Հոգեւոր Խորհուրդ)(Geraguyn Hokevor Khorhurt) توسط کاتولیکوس ارمنیان رهبری می‌شود. این شورا بالاترین نهاد اجرایی کلیسای ارمنی رسولی است. اعضای شورای روحانی یا توسط مجمع ملی کلیسائی انتخاب می‌شوند یا به‌طور مستقیم توسط کاتولیکوس ارمنیان منصوب می‌گردند. شورای روحانی عالی در ۱ ژانویه ۱۹۲۴، پس از اصلاحات پیشنهادی کاتولیکوس گوورگ پنجم، جایگزین سینود اسقف‌ها شد.

### مجمع کلیسائی ملی
مجمع کلیسائی ملی (به ارمنی: Ազգային եկեղեցական ժողով)(Azgayin Yekeghetsakan Zhoghov) توسط کاتولیکوس ارمنیان رهبری می‌شود. این مجمع بالاترین نهاد قانونی کلیسای ارمنی است. مجمع کلیسائی ملی که توسط مجامع دیوکس‌های فردی انتخاب می‌شود، نهادی است که کاتولیکوس ارمنیان را انتخاب می‌کند.

### شورای اسقف‌ها
شورای اسقف‌ها (به ارمنی: Եպիսկոպոսաց ժողով)(Yepiskoposats Zhoghov) یک نهاد اداری است که توسط کاتولیکوس ارمنیان رهبری می‌شود. این شورا نقشی مشورتی دارد و پیشنهاداتی در خصوص مسائل دگماتیک، مذهبی و قانونی به مجمع کلیسائی ملی ارائه می‌دهد.

### مجمع دیوکس‌ها
مجمع دیوکس‌ها (به ارمنی: Թեմական Պատգամաւորական Ժողով)(Temakan Patkamavorakan Zhoghov) که توسط پیشوای دیوکس رهبری می‌شود، بالاترین نهاد قانونی هر دیوکس کلیسای ارمنی است. این مجمع نمایندگان را به مجمع کلیسائی ملی و اعضای شورای دیوکس انتخاب می‌کند. مجمع در مسائل اداری درون دیوکس نیز نقش مهمی دارد. در برخی موارد، مجمع پیشوای دیوکس را نیز انتخاب می‌کند.

### شورای دیوکس‌ها
شورای دیوکس‌ها (به ارمنی: Թեմական Խորհուրդ)(Temakan Khorhurt) که توسط پیشوای دیوکس رهبری می‌شود، بالاترین نهاد اجرایی هر دیوکس کلیسای ارمنی است. این شورا فعالیت‌های اداری داخلی دیوکس را تحت هدایت پیشوای دیوکس تنظیم می‌کند. اعضای شورا توسط مجمع دیوکس‌ها انتخاب می‌شوند.

### برادری صومعه‌ای
برادری صومعه‌ای (به ارمنی: Վանական Միաբանութիւն)(Vanakan Miabanutiun) شامل روحانیون بی‌همسر صومعه است که توسط رئیس صومعه رهبری می‌شود. در حال حاضر، کلیسای ارمنی دارای ۳ برادری است: برادری سریر مریم مقدس اچمیادزین، برادری سنت یعقوب در پاتریارکی ارمنی اورشلیم، و برادری سریر مقدس کیلیکیه. برادری در تصمیم‌گیری‌های مربوط به امور داخلی صومعه مشارکت دارد. هر برادری ۲ نماینده برای شرکت در مجمع کلیسائی ملی انتخاب می‌کند.

### مجمع پاروشی
مجمع پاروشی (به ارمنی: Ծխական Ժողով)(Tskhakan Zhoghov) مجمع عمومی جامعه است که تحت نظارت کشیش روحانی هدایت می‌شود. مجمع پاروشی اعضای شورای پاروشی و نمایندگان مجمع دیوکس‌ها را انتخاب یا منصوب می‌کند.

### شورای پاروشی
شورای پاروشی (به ارمنی:Ծխական Խորհուրդ)(Tskhakan Khorhurt) نهاد اجرایی-اداری جامعه است که تحت نظارت کشیش روحانی جامعه تنظیم می‌شود. این شورا عمدتاً در تحقق فعالیت‌های اداری و مالی جامعه مشارکت دارد. اعضای شورا توسط مجمع پاروشی انتخاب یا منصوب می‌شوند.

## دپارتمان‌های سریر مادر
سریر مریم مقدس اچمیادزین دارای دپارتمان‌های خدماتی زیر است:

### دپارتمان روابط اقتصادی
سریر مریم مقدس اچمیادزین در سال ۱۹۶۲ به عضویت شورای جهانی کلیساها درآمد. در سال ۱۹۷۳، دپارتمان روابط اقتصادی به‌طور رسمی توسط کاتولیکوس وزگن اول تأسیس شد. در کنار این دپارتمان، شورای مشورتی اقتصادی در سال ۲۰۱۱ تأسیس گردید.

### دپارتمان خدمات اطلاعاتی
این دپارتمان در دسامبر ۱۹۹۴ به عنوان دفتر مطبوعاتی سریر مادر تأسیس شد. در سال ۲۰۰۰، پس از اصلاحات پیشنهادی کاتولیکوس کاکریم دوم، نام آن به دپارتمان خدمات اطلاعاتی تغییر یافت.

### مرکز آموزش مسیحی
این مرکز در تاریخ ۲۲ نوامبر ۱۹۹۶ توسط کاتولیکوس کاکریم اول افتتاح شد. مرکز آموزش مسیحی با بخش‌های مختلفی فعالیت می‌کند که به آموزش مسیحی، روش‌های تدریس و روابط با سایر کلیساها و نهادهای بین‌المللی اختصاص دارد.

### دپارتمان نشریات
دپارتمان نشریات سریر مادر در تاریخ ۱ آوریل ۲۰۰۶ تأسیس شد. علاوه بر کتاب‌ها و آثار رسمی منتشر شده، این دپارتمان همچنین نشریات مذهبی، تقویم‌ها، کتابچه‌های دعا و جزوات آموزشی را منتشر می‌کند. ماهنامه اچمیادزین نشریه رسمی کلیسای کاتولیکوسات تمام ارمنیان است که نخستین بار در سال ۱۹۴۴ منتشر شد و به عنوان جانشین ماهنامه آرارات که پیش‌تر توسط کاتولیکوس جرج چهارم در سال ۱۸۶۸ منتشر می‌شد، شناخته می‌شود. نشریات عمدتاً از طریق کمک‌های مالی حامیان وفادار منتشر می‌شود.

## برنامه‌های مقر مادر
- مراکز جوانان با نام «خانه‌های هایورتیات» (ارمنی: Հայորդյաց տուն): این مراکز، خانه‌های خلاقیت کودکان هستند که در سراسر ارمنستان و تحت نظارت مقر مادر فعالیت می‌کنند و از سوی اتحادیه خیریه عمومی ارمنی پشتیبانی می‌شوند. این برنامه در سال ۱۹۹۳ توسط «کاتولیکوس گارگین دوم» که در آن زمان به‌عنوان نایب اسقفی اسقف‌نشین پاتریارک آراراتی خدمت می‌کرد، آغاز شد. در حال حاضر، ۸ مرکز فعال وجود دارد: ۴ مرکز در ایروان (از جمله مرکز توان‌بخشی کودکان هایک و الزا تیتیزیان) و ۳ مرکز دیگر در وانادزور، واغارشاپات و اشترک. حدود ۳۵۰۰ دانش‌آموز به‌صورت منظم در این مراکز حضور دارند.[۵]
- وزارتخانه دانشگاهی: این برنامه در ۲۶ دسامبر ۲۰۰۴ توسط «کاتولیکوس گارگین دوم» آغاز شد و هدف آن همکاری با سازمان‌های شورای دانشجویی دانشگاه‌های اصلی ارمنستان است. دفتر مرکزی این وزارتخانه در ایروان قرار دارد.[۶]
- مرکز پزشکی ایزمیرلیان و مرکز تحقیقاتی و آموزشی سورب نرسس متس: این مرکز به‌عنوان یک مرکز پروکتولوژی در سال ۱۹۸۶ در ایروان تأسیس شد. بین سال‌های ۱۹۹۸ تا ۲۰۰۰، مرکز توسط اتحادیه خیریه عمومی ارمنی بازسازی شد و در سال ۲۰۰۰ به مقر مادر مقدس اچمیادزین واگذار گردید. در سال ۲۰۱۳، این مرکز از طریق کمک‌های بنیاد خانواده ایزمیرلیان به‌طور کامل بازسازی شد.[۷]
- آشپزخانه‌های خیریه: این برنامه در سال ۱۹۹۲، اندکی پس از استقلال ارمنستان و با همکاری اتحادیه خیریه عمومی ارمنی راه‌اندازی شد. در حال حاضر، ۳ آشپزخانه در ایروان و ۳ آشپزخانه دیگر در سوان، واغارشاپات و هرازدان فعال هستند. این آشپزخانه‌ها روزانه به بیش از ۱۲۰۰ نفر از آسیب‌پذیرترین اعضای جامعه خدمت‌رسانی می‌کنند.[۸]
- خدمت زندان‌ها: این برنامه در مه ۱۹۹۳ توسط «کاتولیکوس گارگین دوم» که در آن زمان نایب اسقفی اسقف‌نشین پاتریارک آراراتی بود، آغاز شد. هدف از این برنامه، سازماندهی و بهبود خدمات روحانی در مراکز بازداشت است. در حال حاضر، تمامی ۱۲ مرکز بازداشت در ارمنستان از خدمات روحانی بهره‌مند هستند.[۹]
- کشیشی کلیسا در نیروهای مسلح ارمنستان: این برنامه در ۱۳ نوامبر ۱۹۹۷ به ابتکار مشترک «کاتولیکوس گارگین اول» و وزیر دفاع وقت وازگن سارگسیان به‌طور رسمی آغاز شد. هدف اصلی این برنامه، خدمت به هنگ‌های مرزی ارتش ارمنستان، مؤسسات آموزشی نظامی و هنگ‌های ارتش دفاعی ناگورنو-قره‌باغ است. در بسیاری از هنگ‌ها، کلیساهای دائمی تأسیس شده‌اند.[۱۰]

## کلیساهایی که به‌طور مستقیم تحت نظارت مقر مادر هستند
در حالی که بیشتر کلیساهای ارمنی تحت نظارت اسقف‌نشین محلی کلیسا فعالیت می‌کنند، برخی از کلیساها در مناطق مختلف ارمنستان به‌طور مستقیم توسط مقر مادر مقدس اچمیادزین اداره می‌شوند:
- کلیساهای مجموعه مقر مادر، شامل: کلیسای جامع اچمیادزین (افتتاح در ۳۰۱ میلادی)، تعمیدگاه «قدیسان وارتان و هُوْهانس» (افتتاح در ۲۰۰۸ میلادی)، و کلیسای فرشتگان مقدس (افتتاح در ۲۰۱۱ میلادی).
- کلیساهای مجموعه میراث جهانی یونسکو در اچمیادزین، شامل: کلیسای هریپسیمه مقدس (افتتاح در ۶۱۸ میلادی)، کلیسای قدیس گایانه (افتتاح در ۶۳۰ میلادی)، و کلیسای شوغاکات (افتتاح در ۱۶۹۴ میلادی).
- مجموعه صومعه سواناوانک در استان گغارکونیک، مربوط به قرن نهم میلادی.
- صومعه خور ویراپ در استان آرارات، مربوط به قرن هفدهم میلادی.
- کلیسای جامع سنت گریگور روشنگر در ایروان، افتتاح در ۲۰۰۱ میلادی.
- نمازخانه «سورپ هاکوب» در آکادمی الهیاتی واسکنیان واقع در استان گغارکونیک، افتتاح در ۲۰۰۵ میلادی.
- کلیسای سورپ آنا در ایروان، افتتاح در ۲۰۱۵ میلادی، همراه با اقامتگاه ایروان کاتولیکوس.

## مؤسسات آموزشی مقر مادر
- مدرسه علوم دینی گئورکیان.
- آکادمی الهیاتی واسکنیان.
- مدرسه ارمنی و آکادمی خیریه در کلکته، هند: از سال ۱۸۲۱ میلادی تحت نظارت مستقیم مقر مادر فعالیت می‌کند.[۱۱]
- مدرسه عالی الهیات تورپانجیان در صومعه هاریچاوانک، فعالیت از سال ۱۸۸۱ میلادی.[۱۲]
- مرکز الهیات و ارمنی‌شناسی گارگین اول.
- مدرسه اورنکیان: فعالیت از سال ۲۰۰۹ میلادی و تحت نظارت مقر مادر. این مدرسه بر اساس مدرسه شماره ۱۳ واغارشاپات که از سال ۱۹۵۹ میلادی فعالیت می‌کرد، تأسیس شد. ساختمان فعلی مدرسه در جنوب کلیسای جامع مادر، در قلمرو مجموعه مقر مادر قرار دارد.